# Dotación de la Universidad de Harvard
La dotación de la Universidad de Harvard (estimada en 37,6 mil millones de dólares estadounidenses en 2015) es la dotación académica más cuantiosa del mundo. La empresa de gestión de inversiones Harvard Management Company, Inc. (HMC), propiedad de la Universidad de Harvard, se encarga de gestionar la dotación de la institución, así como sus activos de pensiones, su fondo de maniobra y las donaciones en especie que recibe la Universidad.

## Harvard Management Company
HMC emplea a profesionales del sector de las finanzas para gestionar los 13 000 fondos que integran la dotación de Harvard. La empresa gestiona directamente una parte de estos fondos, y supervisa a las empresas externas que hacen lo propio con los restantes. El líder de HMC ostenta los cargos de presidente y director ejecutivo de la compañía. 
Durante la crisis financiera de 2008, la dotación de Harvard sufrió importantes pérdidas, valoradas en unos 11 mil millones de dólares a fecha de 2009. Por añadidura, HMC despidió a una cuarta parte de su personal (50 trabajadores aprox.) ese mismo año, a fin de recortar gastos. En enero de 2017, el director ejecutivo de la empresa, N.P. Narvekar, anunció que se despediría a la mitad de la plantilla de HMC (en torno a 115 personas) para finales del año fiscal de 2017. Los citados despidos obedecieron a la decisión de externalizar algunos puestos de trabajo y de liquidar todos los fondos de alto riesgo gestionados directamente por empleados de HMC.

## Controversias
En 2002, Harvard Management Company se vio salpicada por el escándalo de Harken Energy, una trama de tráfico de influencias e información privilegiada en una empresa energética vinculada a George W. Bush.
La polémica se debió a una inversión de 30 millones de dólares en dicha empresa, efectuada por HMC en nombre de la Universidad cuando el consejo de administración de Harken Energy contaba con un representante de Harvard, llamado Michael R. Eisenson. La participación de Harvard en esta empresa energética (a través de Eisenson) y la citada inversión millonaria, junto con el descubrimiento de irregularidades en la compañía, acabaron vinculando a la Universidad con el escándalo de Harken Energy. Cabe mencionar también el presunto conflicto de intereses de Eisenson con Harken, dado que este poseía una considerable cantidad de acciones de dicha empresa a fecha de 1991. No obstante, la Universidad de Harvard considera que no hubo irregularidades en estas inversiones.